# 海勢頭豊
海勢頭 豊（うみせど ゆたか、1943年 - ）は、沖縄県与那城町（現うるま市）平安座島出身の日本の作曲家、シンガーソングライターである。

## 概要
1962年にギターの演奏および音楽理論、編曲、作曲法を独学で習得し、琉球大学ギターアンサンブルを創設する。
1982年、東京国立劇場にて文化庁主催・沖縄県本土復帰10周年記念『沖縄のこころとかたち』コンサートにて「さとうきびの花」がNHK「みんなのうた」で放送された。
2007年には沖縄那覇市民会館にてバレエ「血の婚礼」を公演し、冠船流川田禮子芸歴70周年記念公演「川田禮子の世界」（前進座劇場にて）三隅治雄作・演出の創作琉球舞踊劇「伊野波節の女」の音楽を担当する。
2008年には劇団文化座公演「月の真昼間（まぴろーま）」の音楽を担当し、2009年には那覇市総合文化祭沖縄芝居「アカインコが行く」の音楽を担当した。また、同年4月28日にアルバム「サンの島」およびマキシシングル「ハルラ山」の発売記念コンサートを開催した。

## 作品

### 作曲
- 月桃（作詞・作曲）- 映画『GAMA 月桃の花』主題歌。
- ハルラ山
- トラジの花

### 交響詩
- ニライカナイの歌（1998年）
- ひめゆり（1999年）

## 音楽担当

### 映画
- かんからさんしん（1989年）
- GAMA 月桃の花（1996年）

### オペラ
- 太陽の反逆（1984年、原作：伊波南哲、台本・演出：廣田寛治）
- マムヤ（1987年、台本：岡田輝雄）
- 百十踏揚（1992年、台本：岡田輝雄、演出：西澤敬一、指揮：儀部寛）

### オペレッタ
- マッチ売りの少女（1985年、原作：ハンス・クリスチャン・アンデルセン）
- 竜宮城の玉手箱（1995年）

### 舞台
- 万国津梁……鐘の声を永遠なれ（1990年） - 沖縄コンベンションセンター劇場 杮落とし公演
- 椎の川（1995年）
- 洞窟〜ガマ〜（1995年）

## 楽曲提供

### 作曲・編曲
- 都はるみ
  - さとうきびの花（1982年） - 作詞兼

### 映画
- GAMA 月桃の花（1996年）
  - 月桃 - 主題歌

### テレビ
- NHK系 みんなのうた
  - さとうきびの花（1982年） - 歌・都はるみ

- TBS系 NEWS23
  - 月桃（1996年7月~9月） - エンディングテーマ

### 琉球舞踊
- 古謝弘子独演会 百十踏揚（1989年、原作：岡田輝雄）
  - 百十踏揚
  - 後花風（作詞：三隅治雄）